# Kottige Machenahalli, Dod Ballapur
Kottige Machenahalli là một làng thuộc tehsil Dod Ballapur, huyện Bangalore Rural, bang Karnataka, Ấn Độ.